# Kreeftdicht

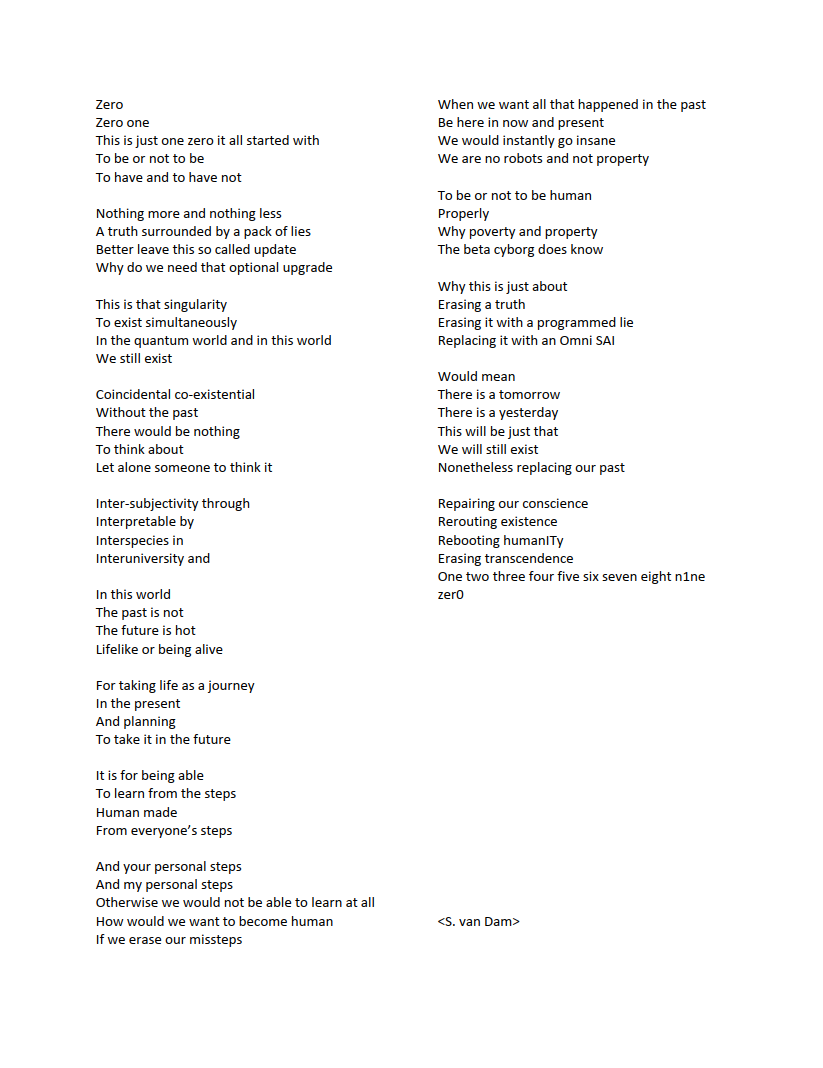
Dit is een voorbeeld van een kreeftdicht in de Engelse taal.

Een retrograde of kreeftdicht is een gedicht dat zowel van voor naar achteren als van achter naar voren kan worden gelezen. Bij dat achteruitlezen ontstaat (anders dan bij een palindroom) als het ware een nieuw gedicht.
Kreeftdichten waren een typisch staaltje waar vooral de rederijkers goed in waren. De eis dat het twee kanten op moet kunnen worden gelezen, geeft het vaak een gekunsteld karakter. Daarbij zal ook nog eens moeten worden vermeld, dat het gedicht (meestal niet meer dan een rijmpje) retrograde is, omdat mensen van nature niet geneigd zijn achteraan te beginnen.
Een letterkreeftgedicht is een gedicht waarbij omkering met de afzonderlijke letters mogelijk is. 